# بوشمان (أوزبكستان)
بوشمان هي بلدة في مقاطعة بخته آباد في ولاية أنديجان في أوزبكستان.